# لی سیو-جونگ
لی سیو-جونگ (به انگلیسی: Lee Su-jeong) با نام هنری بیبی سول (به انگلیسی: Baby Soul) (زاده ۶ ژوئیهٔ ۱۹۹۲) خواننده اهل کره جنوبی است. او عضو گروه لاولیز است